# 安德烈·梅萨热
安德烈·夏尔·普罗斯佩·梅萨热（法語：André Charles Prosper Messager，1853年12月30日—1929年2月24日），法国作曲家。早年从圣桑和福莱学习，并与他们成为好友，后来曾担任管风琴师，1898年起在巴黎喜歌剧院任指挥，后又到伦敦任英国皇家歌剧院的指挥。一战爆发后，他避居瑞士，回国后曾与贾吉列夫合作。梅萨热是奥芬巴赫之后最著名的法国喜歌剧作曲家，生前作品非常流行，但现在演出不多。